# Augustus Clifford
Augustus William James Clifford, 1er baronnet Clifford de la Navy (26 mai 1788 - 8 février 1877) est homme politique, militaire et britannique Royaume-Uni.

## Vie privée
Clifford est né en France en 1788, fils illégitime de William Cavendish (5e duc de Devonshire) (et 7e baron Clifford) (1748-1811), et Elizabeth Foster (1759-1824), fille de Frederick Hervey (4e comte de Bristol). Peu de temps après sa naissance, sa mère l'emmène en Angleterre et le met en nourrice chez Louisa Augusta Marshall, épouse du révérend John Marshall, vicaire à Clewer, près de Windsor, Berkshire. Clifford fait ses études à la Harrow School, 1796–1799. Ses parents se marient en 1809, leurs conjoints respectifs étant décédés.
Il épouse, le 20 octobre 1813, Elizabeth Frances Townshend (2 août 1789 - 10 avril 1862 Nice), sœur de John Townshend (4e marquis Townshend). Chacun de ses fils, William, Robert et Charles, succèdent à leur père à titre de deuxième, troisième et quatrième (et dernier) baronnet.
Clifford est un mécène des arts et construit une collection unique de peintures, sculptures, gravures, gravures et bijouterie. Il est décédé à sa résidence à la Chambre des lords en 1877.

## Carrière navale
Clifford entre dans la Royal Navy en tant qu'aspirant de marine en mai 1800, et est promu lieutenant en 1806. Il sert à la réduction de Ste. Lucie et Tobago en 1803, et tout au long des opérations en Égypte en 1807. Il est à la capture d'un convoi dans la baie de Rosas en 1809 (pour laquelle il a reçu une médaille) et dans les opérations sur la côte italienne de 1811-1812.
Après cela, en tant que capitaine  il est pendant de nombreuses années activement employé dans des fonctions navales, étant plusieurs fois mentionné dans la Gazette de Londres pour son courage. Pendant un certain temps, il est engagé auprès du Lord High Amiral, le duc de Clarence, devenu Guillaume IV. Clifford remet en service le HMS Herald le 27 mai 1826 pour transporter le duc de Devonshire dans une ambassade en Russie. En 1828, dans un autre navire, Clifford emmene Lord William Bentinck en Inde comme gouverneur général. C'est son dernier service en mer, il n'a pas été activement employé après 1831.
Il atteint le rang de contre-amiral le 23 mars 1848, vice-amiral le 27 septembre 1855, amiral du Bleu le 7 novembre 1860 et amiral du Rouge en 1864, devenant amiral à la retraite le 31 mars 1866.

## Carrière politique
Il est député de Bandon 1818-1820; pour Dungarvan, 1820–1822; et de nouveau pour Bandon du 23 juillet 1831 au 3 décembre 1832. Il est nommé Commandeur de l'Ordre du Bain le 8 décembre 1815, anobli le 4 août 1830 et crée baronnet le 4 août 1838. Son demi-frère, William Cavendish (6e duc de Devonshire) (alors Lord Chambellan), le nomme le 25 juillet 1832 Gentilhomme huissier de la verge noire, fonction qu'il occupe, à sa grande satisfaction, jusqu'à sa mort. À diverses reprises entre 1843 et 1866, il est vice-Lord grand chambellan d'Angleterre, en l'absence de Lord Willoughby d'Eresby.